# August Wallerström
August Petrus Wallerström, född 5 september 1899 i Halmstad, död 14 augusti 1974 i Strängnäs, var en svensk kompositör, sångtextförfattare och musiker (viola, violin). Han var även känd under sitt smeknamn Agge.
Tillsammans med sin bror Bengt Wallerström skrev han ett stort antal barnvisor där deras svägerska Ingrid Wallerström stod för sångtexterna. Den första samling av dessa visor – Knäck-kalaset – gavs ut 1924. "Wallerströmmarna" var återkommande medarbetare i Sven Jerrings program Barnens brevlåda, där många av visorna framfördes.